# Marcelo Bielsa
Marcelo Alberto Bielsa (Rosario, 21 de julio de 1955) es un exfutbolista y entrenador de fútbol argentino. Actualmente dirige a la selección de fútbol de Uruguay. Es reconocido como uno de los entrenadores más influyentes y prestigiosos del mundo, debido a su filosofía de juego volcado hacia el fútbol ofensivo y táctico, que ha hecho surgir la corriente denominada como «bielsismo». Su figura ha sido motivo de controversia a lo largo de los años por sus enfrentamientos con la prensa y sus peculiares métodos de entrenamiento.
Bielsa fue formado como futbolista en las categorías juveniles de Newell's Old Boys, donde también se inició profesionalmente, desempeñándose como defensor central. Después de una carrera de apenas seis años como jugador, Bielsa se retiraría para formarse como profesor de educación física, y más tarde como entrenador de divisiones juveniles, trabajando en Newell's durante la década de los 80, y descubriendo jugadores como Gabriel Batistuta o Mauricio Pochettino. A inicios de los 90, Bielsa tomaría cargo del equipo de primera división, y en sus dos temporadas al mando, llevaría al equipo a ser bicampeón del fútbol argentino, y a disputar la final de la Copa Libertadores 1992. 
Su éxito en el fútbol argentino se extendería al ser campeón del Torneo Clausura 1998 con Vélez Sársfield, que lo llevó a ser entrenador de la Selección Argentina entre 1998 y 2004, dirigiendo el Mundial de Corea-Japón 2002, donde Argentina quedó eliminada en primera ronda, y las ediciones de 1999 y 2004 de la Copa América, siendo subcampeón de esta última ante Brasil. Se consagró campeón de los Juegos Olímpicos de Atenas 2004, siendo la primera vez que la selección argentina de fútbol obtenía la medalla de oro en esa competencia. Después de renunciar a su cargo, en 2007 asumió como entrenador de la Selección de Chile. En su proceso, llevó a la selección a disputar el Mundial de Sudáfrica 2010, formando a la «generación dorada» del fútbol chileno. Posteriormente, tuvo un exitoso paso por el Athletic Bilbao, y pequeños pasos por el Olympique de Marsella y Lille. En 2018 tuvo un exitoso paso por el Leeds United, logrando el ascenso a Premier League del club después de 16 años en segunda división.
En 2001, fue elegido como el Mejor seleccionador nacional del mundo para la IFFHS. En 2009, fue nombrado Entrenador sudamericano del año, y Newell's decidió nombrar «Marcelo Bielsa» a su estadio. En 2010, obtuvo el Premio Konex Diploma al Mérito, siendo nombrado "Entrenador de la década del 2010".

## Biografía
Marcelo Bielsa nació el 21 de julio de 1955 en la ciudad de Rosario, Santa Fe, Argentina. Hijo del matrimonio entre el abogado rosarino Rafael Pedro Bielsa y la docente cordobesa Lidia Caldera, es nieto del reconocido jurista Rafael Bielsa, uno de los fundadores de la rama administrativa en Argentina. Es también hermano de Rafael Bielsa, quien se desempeñó como ministro de Relaciones Exteriores de Argentina entre 2003 y 2005, y de María Eugenia Bielsa, ex vicegobernadora de la provincia de Santa Fe y exministra de Desarrollo Territorial y Hábitat. De niño militó en el club Estrella Azul, un equipo de su barrio, hasta entrar en la cantera de Newell's Old Boys de Rosario a la edad de trece años.

### Futbolista

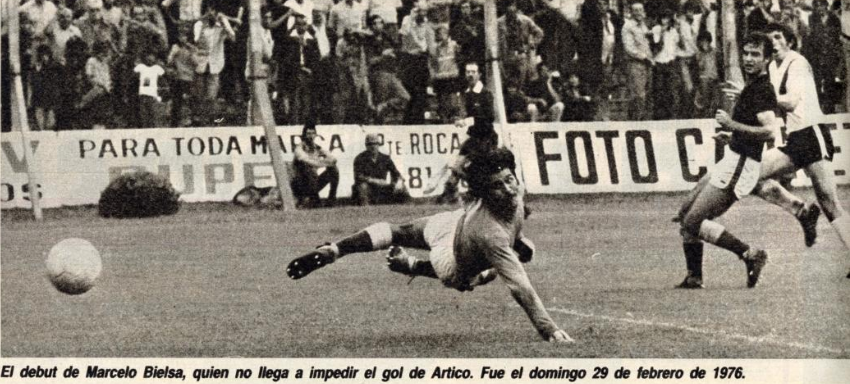
Debut como jugador en 1976.

Comenzó su carrera como futbolista en las divisiones inferiores del club Newell's Old Boys de su ciudad natal, donde se desempeñó como defensor. En 1974 fue incluido en el equipo juvenil de la selección argentina que disputó el Campeonato Sudamericano Sub-20 de 1974. Debutó en la primera división el 29 de febrero de 1976 ante River Plate. Aunque no disponía de una técnica depurada, Bielsa era un defensor rocoso y muy temperamental. Fue compañero de equipo de Jorge Valdano y Américo Gallego, entre otros jugadores reconocidos.
A fines de 1976 formó parte de la Selección argentina que obtuvo la medalla de bronce en el Preolímpico 1976 en Recife, Brasil. Este equipo tuvo la particularidad de estar conformado en su totalidad por futbolistas de Newell's Old Boys, a pedido de César Luis Menotti, el por entonces entrenador de la misma. Bielsa fue elegido como integrante del equipo ideal de aquel torneo.
Una lesión le apartó de los terrenos de juego durante una larga temporada, lo que forzó su salida de Newell's Old Boys en 1978 para ser transferido a Instituto de Córdoba. Con este equipo fue titular durante la mitad de la temporada, pero cuando perdió el puesto rescindió su contrato, habiendo jugado solo dieciséis encuentros.
En 1979 sería fichado por el Argentino de Rosario, donde finalizaría su carrera como futbolista en el año 1980. En este último club anotó su único gol oficial como futbolista. En sus últimos años como jugador, Bielsa estudió el Profesorado de Educación Física. Además, ya analizaba vídeos de partidos de ligas europeas, que un tío de un amigo suyo le hacía llegar desde España. Cuando se retiró abrió un quiosco de diarios y revistas en la ciudad de Rosario.

### Entrenador
Bielsa comenzó como entrenador del seleccionado de la Universidad de Buenos Aires, cargo al que renunció cuando fue convocado por Newell's. El equipo estaba integrado por estudiantes de dicha universidad que practicaban deportes en forma amateur. Aquel paso por el fútbol universitario ya forma parte de la «leyenda» del Loco Bielsa, pero no estuvo ajeno a los logros deportivos: en un día histórico para la UBA, su equipo logró empatarle a la reserva de Boca Juniors.
En 1982 empezó a ejercer como técnico en las divisiones inferiores de Newell's Old Boys de Rosario. Su trabajo en las inferiores consagró la cantera de Newell's, Bielsa, dividió el mapa de Argentina en 70 partes de cinco apartados cada una con la intención de probar a más de 1000 jóvenes futbolistas para recoger a los más capacitados en su equipo. En tres meses llegó a recorrer 25 000 kilómetros analizando jugadores. Así se reclutaron a chicos que años más tarde serían futbolistas de renombre, como Mauricio Pochettino, Gabriel Batistuta, Eduardo Berizzo o Ricardo Lunari. Fue durante esta etapa cuando Marcelo recibió el apodo de El Loco, debido a sus singulares métodos de entrenamiento. En 1988 consiguió su primer título, el campeonato de División Reserva. Cabe destacar que ese mismo año, Newell's Old Boys se consagró también campeón de Primera División, de la mano del entrenador José Yudica. En 1989, y a la edad de 33 años, asumió, definitivamente la profesión de entrenador, para la cual se había preparado insistentemente en años anteriores.

#### Newell's Old Boys
Su éxito en los inferiores llevó a los dirigentes a pensar en él. Bielsa se hizo cargo del primer equipo en julio de 1990 y subió con él a diez jugadores del filial de entre 19 y 21 años de edad. En su primera temporada en la primera división obtuvo el Torneo Apertura 1990, el cual disputó palmo a palmo con el River Plate de Daniel Passarella. El equipo rosarino se adjudicó el campeonato en la última fecha, a la cual llegó como líder junto a River Plate, ambos con 27 puntos. En esa 19° fecha, River acabó derrotado por 2 a 1 ante Vélez Sarsfield, mientras Newell's Old Boys empató 1 a 1 frente a San Lorenzo en el estadio de Ferro Carril Oeste, logrando el punto que le dio el campeonato clasificatorio para enfrentar en la final anual al ganador del Clausura 1991. Aquel día sería también recordado por la imagen de la celebración tras el encuentro, cuando Marcelo sobre el césped a hombros de un hincha y con la camiseta de Newell's en la mano gritó su famosa frase: Newell's carajo.
La victoria en el Apertura habilitó a Newell's para jugar una final para definir el campeón argentino de la temporada 1990/1991, contra Boca Juniors. En la ida en Rosario, el 6 de julio, Newell's Old Boys obtuvo el triunfo a través de un gol de cabeza de Eduardo Berizzo. El 9 de julio se disputó la revancha y, a pesar de la derrota por 1-0, Newell's Old Boys se coronó campeón en la definición por penales logrando su 3.º título.
Dirigió también el plantel de Newell's Old Boys que disputó la Copa Libertadores de 1992, alcanzando la instancia final. El conjunto rosarino superó la primera fase del torneo quedando primero de grupo, aunque en la primera fecha recibió una abultada derrota por 0-6 frente San Lorenzo. Este humillante resultado provocó que una veintena de hinchas furiosos de Newell's acudiera a casa de Marcelo para amenazarle y el loco les recibió con una granada en la mano: «O se van o la tiro», sentenció. Finalmente Newell's superó el cuadro eliminatorio para plantarse en la final frente a São Paulo FC de Brasil. En la ida Newell's venció 1-0 con gol de Berizzo en Rosario, mientras que en la vuelta los brasileños igualaron la final con gol de Raí. En la tanda de penales São Paulo se coronaría campeón por 3-2. Semanas después, se consagró nuevamente campeón del Torneo Clausura 1992, dejando estampada la 4.ª estrella para Newell's.
Aquel equipo se caracterizó por concretar eficazmente el desdoblamiento defensivo–ofensivo, marca registrada en los equipos de Bielsa. Los 10 jugadores de campo atacaban, y cuando perdían la pelota los 11 defendían. Bielsa apostó por jóvenes futbolistas que ya habían estado bajo su disciplina en las inferiores, como Mauricio Pochettino, Fernando Gamboa, Eduardo Berizzo o Ricardo Lunari. Otros jugadores titulares ya estaban consolidados en Newell's antes de su llegada, como Gerardo Martino o el portero Norberto Scoponi, campeones también en 1988.

#### Atlas y América
En julio de 1992, luego de su grata experiencia en Newell's Old Boys, partió hacia México, en donde dirigió primero al Atlas de Guadalajara. Durante su primer año en este club Marcelo dedicó sus esfuerzos en potenciar la cantera de la institución, como ya hizo en Rosario. Se probaron a más de 11 000 jóvenes futbolistas de donde salieron jugadores como Rafa Márquez, Juan Pablo Rodríguez, Jared Borgetti, Daniel Osorno y Pável Pardo. Durante una temporada, prácticamente la mitad de la selección nacional de México estaba constituida por jugadores desarrollados por Bielsa, que fue una de las personas que transformó el trabajo con juveniles. La temporada 1993/94 tomó la dirección del primer equipo finalizando quinto en la clasificación. En 1995 se hizo cargo, hasta marzo de 1996, del América donde solo dirigió 33 encuentros, clasificando al equipo para la liguilla. De regreso al Atlas como director deportivo, continuó con su proyecto de formación de jugadores. El buen trabajo realizado en estos clubes le mereció la posibilidad de ponerse al mando de la Selección de México, oferta que declinó.
En su paso como entrenador del Atlas sostuvo un encuentro con los Correcaminos, equipo que hoy milita en la liga de ascenso (segunda división) donde después del encuentro tuvo un enfrentamiento con árbitros y jugadores del equipo contrario y, fue tanta la sorpresa de los presentes que ahí comprendieron el porqué del sobrenombre de «El loco». Después de aquel incidente, a la gente de Ciudad Victoria le quedó grabado su apodo.

#### Vélez
En 1997 retornó a Argentina para dirigir al Club Atlético Vélez Sarsfield. Con la presión de la reciente racha ganadora de Carlos Bianchi y Osvaldo Piazza, obtuvo la cuarta colocación en el Apertura de 1997. Con Bielsa el equipo desarrolló un fútbol caracterizado por la presión y el repliegue defensivo-ofensivo, donde los jugadores debían adaptarse a cumplir varias funciones y se atacaba con un gran número de efectivos.
Al año siguiente conseguiría el campeonato de manera holgada, con 46 puntos, consagrándose campeón del Torneo Clausura 1998. Cuando Bielsa llegó al club, había firmado un contrato por una sola temporada, por lo que finalizado el campeonato en el cual salieron campeones, Marcelo y el club debían acordar o no la renovación. Finalmente Bielsa decidió dejar Vélez por causas diversas. Se habló mucho de la relación entre el técnico y algunos de los jugadores, en especial con José Luis Chilavert, pero la principal causa fue el desgaste físico y psicológico del equipo.

#### RCD Espanyol
En julio de 1998, Bielsa se hizo cargo de la dirección técnica del Real Club Deportivo Espanyol, cargo al que renunció unos meses después para dirigir a la selección de fútbol de Argentina. En Barcelona se reencontró con Pochettino, y propició la llegada de Martín Posse al equipo catalán. Solo dirigió al conjunto blanquiazul en 6 partidos oficiales, de los que ganó uno, empató dos y perdió tres.

#### Selección argentina
En octubre de 1998, Bielsa asumió como entrenador de la selección de fútbol de Argentina, en reemplazo de Daniel Passarella. Durante el cargo, la selección argentina obtuvo los mejores registros de su historia, tanto en promedio de goles a favor, en contra, porcentaje de partidos ganados y puntos logrados en una eliminatoria para un mundial (teniendo en cuenta el formato imperante desde la Copa Mundial de Fútbol de 1998). Los buenos resultados y el juego desplegado por la selección argentina durante los primeros años de su etapa como entrenador argentino le valieron el reconocimiento como mejor seleccionador nacional del mundo en 2001. Bielsa arriesgó en el aspecto táctico con una formación habitual de 3-4-3, inédita hasta entonces para Argentina. En el esquema de Bielsa resultaron clave jugadores como el mediocentro Juan Sebastián Verón, el defensa Roberto Ayala, y los delanteros Ariel Ortega y Hernán Crespo.
Durante toda la estadía de Bielsa al mando de la albiceleste, Marcelo residió en el complejo de Ezeiza. Pasaba allí todos los días para dedicar el máximo tiempo a su trabajo. A menudo también se le podía ver haciendo footing por los alrededores, incluso a altas horas de la noche, mientras escuchaba charlas tácticas en sus auriculares. Una vez ocurrió que cuando Bielsa salió a correr de madrugada recibió el alto de la policía, pero el hizo caso omiso y siguió corriendo. Cuando se percató de la situación se ocultó detrás de un árbol y dijo: ¡No disparen, soy Bielsa!.
Fue el entrenador argentino en la Copa Mundial de Fútbol de 2002, luego de obtener el primer puesto en las eliminatorias sudamericanas. En el Mundial, Argentina quedó eliminada en la primera fase, pese a vencer el primer partido a Nigeria por 1-0 con gol de Gabriel Batistuta, ya que la derrota ante Inglaterra (0-1) y el empate ante Suecia (1-1) relegaron al equipo a la tercera posición del Grupo F, por detrás de estas dos últimas selecciones. Debido al alto nivel de expectativas que había con respecto a la selección argentina, la pronta eliminación fue su «peor ubicación en el torneo» con el 18.º lugar, y devino en una avalancha de críticas hacia Bielsa, quien igualmente fue reafirmado en el cargo de entrenador por el presidente de la Asociación del Fútbol Argentino, Julio Grondona. El fracaso en el mundial afectó personalmente a Bielsa, que tras la eliminación se aisló varios meses en su casa del campo.
En julio de 2004, Bielsa condujo al equipo hasta la instancia final de la Copa América celebrada en Perú. La final frente a Brasil se decidió por la tanda de penaltis al finalizar el partido con empate a dos goles. En los penales, la «Seleção» se proclamó campeona (4-2). Semanas después, en agosto, Bielsa llevó al combinado olímpico a ganar la medalla de oro en los Juegos Olímpicos de Atenas 2004. El equipo argentino se impuso con claridad en todos sus encuentros hasta alcanzar la final, donde derrotó a la Paraguay de Carlos Jara Saguier por la mínima con gol de Carlos Tévez, habiendo ganado todos los partidos disputados en el torneo olímpico.
Luego de superar a la Selección de Perú por las eliminatorias para el Mundial 2006 (cuando Argentina se encontraba en puestos de clasificación), sorpresivamente decidió abandonar su cargo por cuestiones personales. Sumó un total de 85 partidos (incluyendo a la selección argentina olímpica): ganó 56, empató 18 y perdió 11. Su sucesor en la Selección fue José Pekerman.

#### Selección chilena

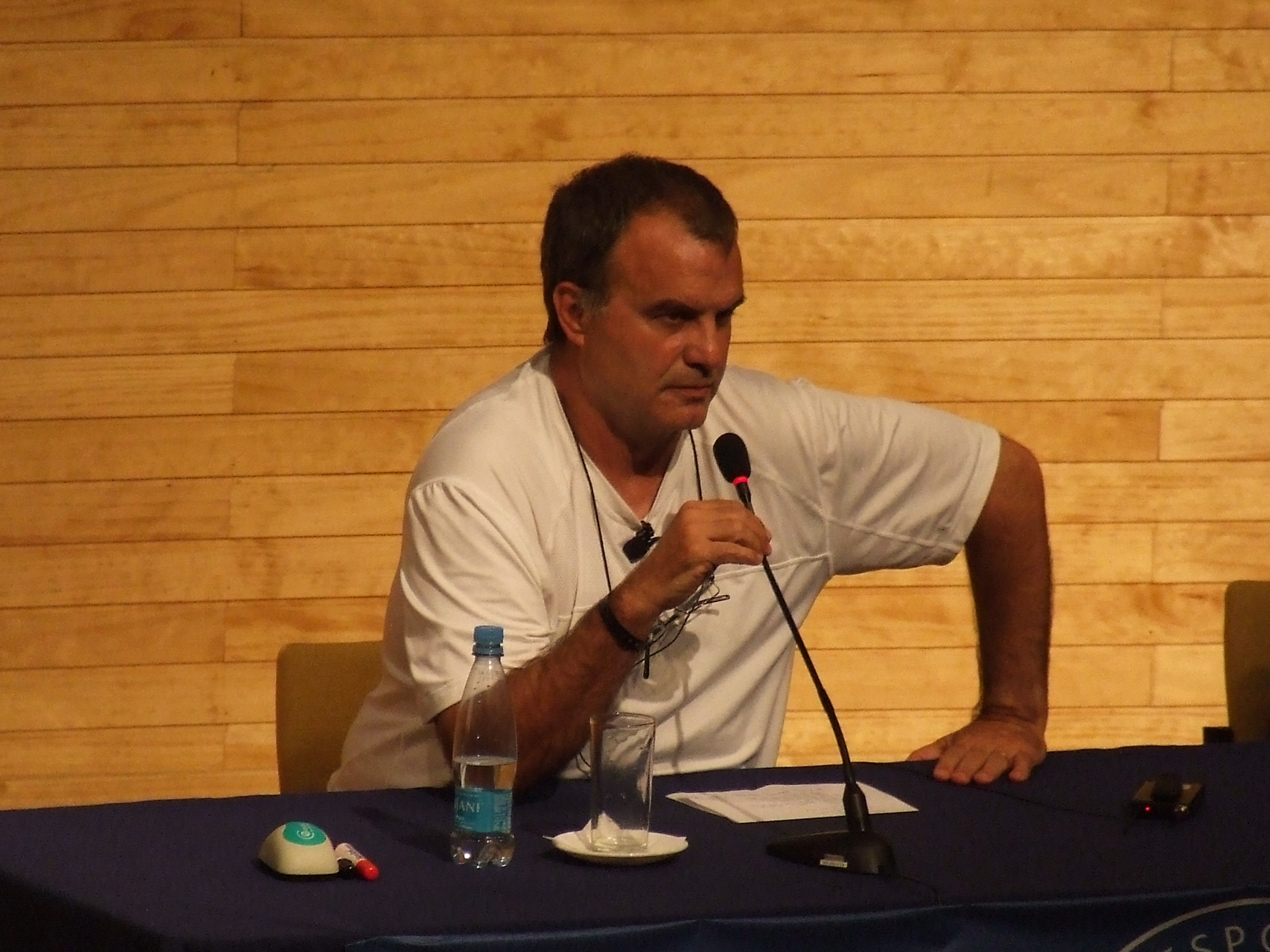
Marcelo Bielsa en rueda de prensa en 2009.

El 10 de agosto de 2007, luego de semanas de negociaciones, fue anunciado como nuevo entrenador de la selección chilena por la Federación de Fútbol de Chile, estableciendo un contrato por 3 años y un sueldo cercano a los 1,4 millones de dólares anuales. Decidió ir por el potencial de sus jugadores jóvenes, que habían logrado el tercer lugar en la Copa Mundial Sub-20 de 2007 y los del club Colo-Colo, tetracampeón de la Primera División en 2006 y 2007. Debutó el 7 de septiembre del mismo año en un amistoso ante Suiza, donde el equipo cayó por 2-1. En el siguiente encuentro, venció a Austria por 2-0 como visita. En 2008 dirigió a Chile sub-23 en el Torneo Esperanzas de Toulon, y en 2009, a la absoluta en la Copa Kirin, quedando en ambos en segundo lugar.
Pidió la remodelación del Complejo Deportivo Juan Pinto Durán, tuvo como ayudante a Eduardo Berizzo, rejuveneció el plantel, acopló los elementos y sus titulares fueron jugadores con ritmo europeo —Claudio Bravo, Carlos Carmona, Matías Fernández, Mark González, Mauricio Isla, Alexis Sánchez y Arturo Vidal—, Humberto Suazo —el «mejor goleador del mundo» en 2006—, Jorge Valdivia —figura en Brasil—, Gary Medel —figura en Argentina—, así como Jean Beausejour y Gonzalo Jara —figuras en Chile—. Transcurridas las dieciocho fechas de la clasificatorias mundialistas sudamericanas, Chile se clasificó en segundo lugar con 33 puntos, uno menos que Brasil, y en la segunda ronda Chile sumó 20 puntos. Algunos encuentros importantes fueron las victorias ante Argentina en Santiago por 1-0, ante Paraguay en Asunción por 2-0 y ante Perú por 3-1 en Lima. El 10 de octubre del 2009 Chile derrotó a Colombia en Medellín por 4-2, logrando la clasificación a la Copa Mundial por octava vez en su historia y tras dos ediciones sin asistir.
En el Mundial realizado en Sudáfrica, Chile integró el Grupo H junto con España, Honduras y Suiza. En la fase de grupos, Chile venció a Honduras y Suiza por 1-0 y cayó 1-2 ante España, clasificando por diferencia de gol segundo de su grupo con 6 puntos. En octavos de final se enfrentó a Brasil y fue goleado por 0-3 —su «peor derrota en el torneo»—. La selección chilena volvió a ganar un partido tras 12 ediciones.
En noviembre de 2010, Bielsa anunció en una conferencia de prensa de tres horas que, de ganar Jorge Segovia en las elecciones presidenciales de la ANFP, él no seguiría en el cargo. El día 17 de ese mes, Bielsa dirigió la victoria por 2-0 ante Uruguay con motivo del centenario de la selección chilena; el partido estuvo marcado, sin embargo, por la posibilidad de que fuera el último partido del entrenador. Posteriormente, con la imposibilidad de Jorge Segovia para asumir como presidente y la convocatoria de nuevas elecciones, la oportunidad de que Marcelo Bielsa se mantuviera en la selección resurgió. Bielsa, que había anunciado que dejaría el cargo el mismo día que Segovia asumiera, continuó dirigiendo a la selección y anunció su participación en el amistoso contra Estados Unidos el 22 de enero de 2011.
Bielsa finalmente se retiró de la selección, debido a diferencias con la nueva directiva de la ANFP encabezada por Sergio Jadue, el 4 de febrero de 2011, rompiendo su contrato, la vigencia era hasta 2015, luego de una emotiva conferencia de prensa en el Complejo Deportivo Juan Pinto Durán. Su estadía en Chile duró tres años y medio, donde aportó al proceso de la Generación Dorada del fútbol chileno, sucediendo a José Sulantay y seguido por Claudio Borghi. Con un 60 % de efectividad, es reconocido como uno de los técnicos más destacados en la historia de la Roja. Su estancia fue mediática, expresó su admiración al pueblo chileno y provocó adeptos en el país. En febrero de 2016 fue llamado para ser el nuevo director técnico de la Roja en sustitución de Jorge Sampaoli; sin embargo, Bielsa lo rechazó, ya que no quería volver a trabajar con los mismos dirigentes que forzaron su salida en 2011.

#### Athletic Club

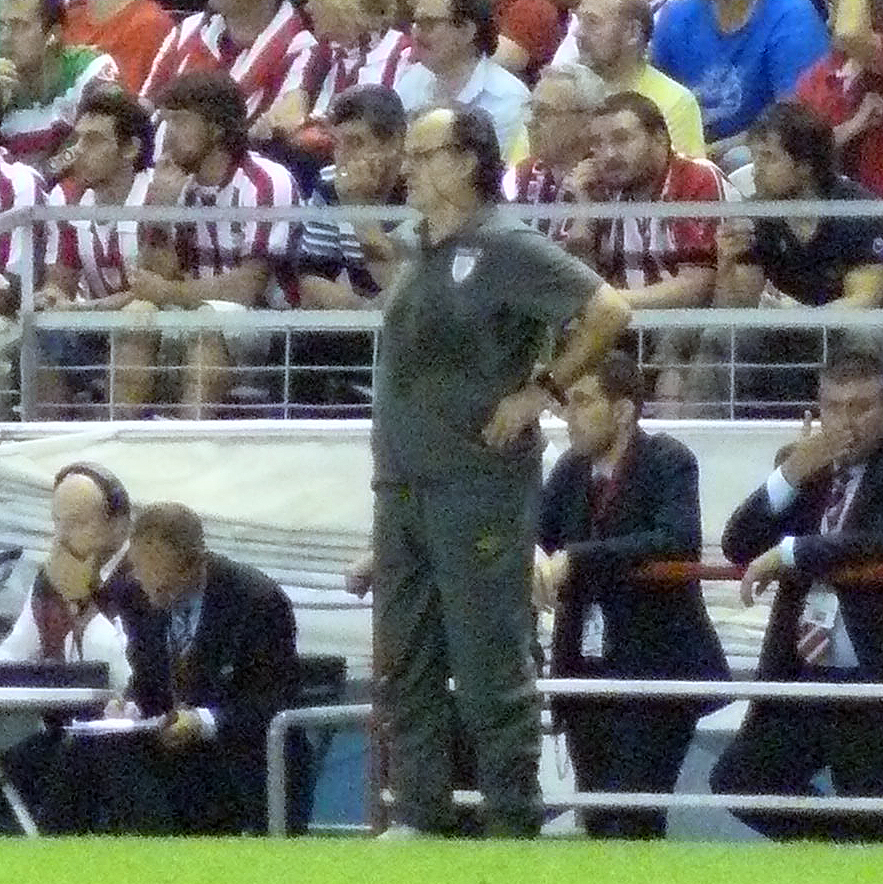
Marcelo Bielsa dirigiendo al Athletic Club en el antiguo estadio de San Mamés. 2011.

El 7 de julio de 2011, Josu Urrutia ganó las elecciones a la presidencia del Athletic Club. El entrenador elegido por este para afrontarlas había sido Marcelo Bielsa. El argentino, desde su compromiso con el ya presidente, se había dedicado a estudiar al equipo. También recibió ofertas de otros clubes como Inter de Milán, Sevilla FC o Real Sociedad, pero las negociaciones no progresaron.
Con la llegada de Bielsa, el equipo cambió su estilo de juego, convirtiéndolo en un fútbol más vistoso y de toque. Durante las primeras fechas el conjunto vasco no terminaba de acostumbrarse al nuevo estilo de juego y los resultados de liga no eran buenos. En cambio, en la Europa League se pudo solventar con éxito sus primeros compromisos. En cuanto el equipo se empezó a acostumbrar al nuevo estilo de juego, los resultados de liga comenzaron a mejorar considerablemente, tanto es así que desde la fecha 19 de ese torneo el Athletic peleó por puestos de Champions League, mientras que los resultados en Europa League de cara a las siguientes jornadas continuaron siendo positivos, lo que llevaron al equipo a ubicarse primero del grupo F una vez jugados los 6 partidos.
Durante los primeros meses del año 2012 el Athletic se mostró sólido tanto en la Copa del Rey como en la UEFA Europa League, lo que llevó al club a clasificarse a la final en ambos campeonatos. Cabe destacar que el Athletic Club no había podido clasificarse en la final de la Europa League durante 35 años. Sin embargo, por la gran cantidad de partidos y la poca rotación realizada por Bielsa, el equipo llegó con un gran desgaste físico al final de la temporada, lo que lo perjudicó al club en las últimas fechas, perdiendo las dos finales por goleada (0-3 ante el Atlético de Madrid por la Europa League e idéntico resultado ante el FC Barcelona en la final de la Copa del Rey). En el último cuarto los resultados de liga decayeron y el equipo finalizó en el 10° puesto con 12 partidos ganados, 13 partidos empatados y otros 13 perdidos. A pesar de esto igualmente se logró plaza para la UEFA Europa League 2012-13 por el hecho de haber sido subcampeón de la Copa del Rey, ya que el FC Barcelona, campeón de la Copa, tenía un puesto asegurado para la Champions League 2012-13.
El 3 de junio de 2012, se anunció la renovación del técnico argentino por un año más con el Athletic Club. La temporada comenzó con polémica debido a la marcha de Javi Martínez (el Bayern de Múnich pagó su cláusula de rescisión) y a la decisión de no renovar de Fernando Llorente. Los resultados no acompañarían, ya que el Athletic se vio eliminado muy pronto tanto en la Europa League (en la misma fase de grupos) como en la Copa del Rey (en dieciseisavos de final ante la SD Eibar) y en la Liga estaba más cerca de las últimas posiciones que de las delanteras. Al seguir al frente del conjunto vasco, Bielsa alcanzó por primera vez los 100 partidos dirigiendo un equipo, coincidiendo con el derbi ante la Real Sociedad. Finalmente, el Athletic terminó la Liga como 12.º clasificado. El 7 de junio de 2013, la directiva del club vizcaíno confirmó que no renovaría el contrato a Bielsa. Fue el último técnico que dirigió al Athletic Club en el antiguo estadio de San Mamés.

#### Olympique de Marsella

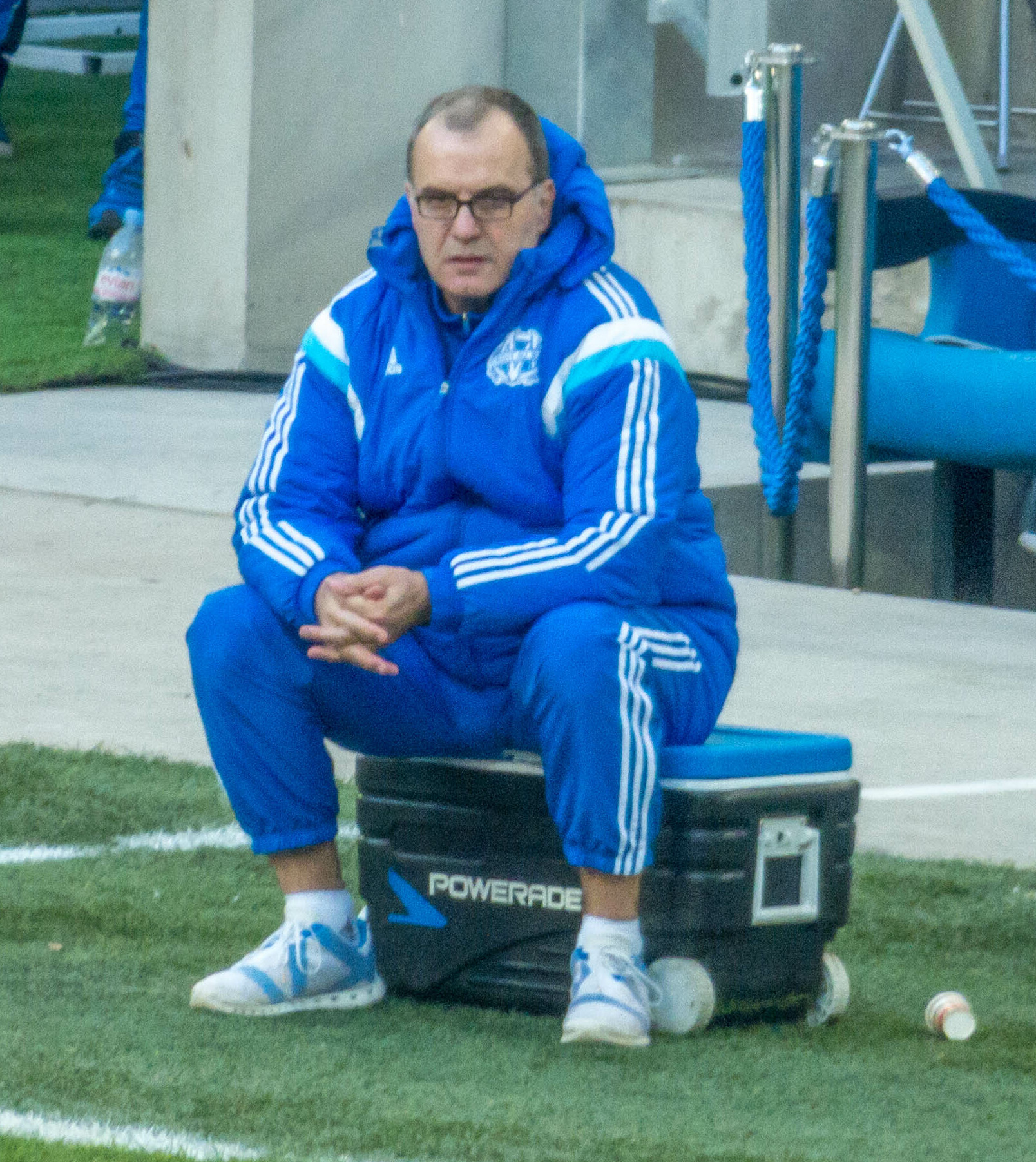
Bielsa dirigiendo al Olympique de Marsella en 2015.

El 2 de mayo de 2014, el Olympique de Marsella confirmó la contratación de Bielsa como su nuevo técnico para las dos próximas temporadas. Debutó en la liga francesa el 9 de agosto de 2014, en un partido frente al SC Bastia que finalizó con empate a tres goles. Perdió el siguiente partido, pero ocho victorias consecutivas catapultaron al equipo marsellés al liderato de la Ligue 1 2014-15. Sin embargo, pronto quedó eliminado de la Copa de la Liga tras caer en la tercera ronda ante el Rennes en el descuento; e igualmente no superó los treintaidosavos de la Copa de Francia al perder contra el Grenoble Foot 38 por penaltis. Finalizada la primera vuelta del campeonato francés, el conjunto de Bielsa se mantiene en la primera posición de la tabla. Pero en la segunda parte del torneo doméstico, el rendimiento del Marsella decae, siendo superado por el París Saint-Germain y el Olympique de Lyon e incluso perdiendo la tercera posición. Finalmente, el conjunto marsellés terminó la Liga en 4.º puesto, clasificándose para la Liga Europa.
En julio de 2015, el entrenador argentino niega rumores sobre una oferta para hacerse cargo de la selección de México, afirmando que desea cumplir su contrato con el Olympique de Marsella. Bielsa comienza la temporada 2015-16 con una derrota en su feudo ante el Caen (0-1). Al término del encuentro, el argentino presenta la dimisión, alegando diferencias con el club, al que reprochaba haber cambiado los términos del nuevo contrato que iba a firmar, y reforzando los rumores de una posible oferta para dirigir la selección mexicana. Sin embargo, Bielsa rechazó la posibilidad de hacerse cargo del combinado azteca. Bielsa dejó el club marsellés siendo uno de los técnicos del equipo con un mayor porcentaje de triunfos con relación a los partidos disputados. Dos años después, Bielsa explicó que su marcha de la entidad se debió a «un justificativo ético», asegurando que el club pretendía rebajar en un 10 % el sueldo de su cuerpo técnico sin darle ninguna explicación.

#### Lazio
En junio de 2016, se especuló la posibilidad de que el técnico argentino dirigiese a la Lazio con un salario cercano a los tres millones de euros. Finalmente, el 6 de julio, en medio de los rumores que apuntaban a un regreso de Bielsa a Argentina, la entidad italiana confirmó la contratación del preparador rosarino. Sin embargo, dos días después, el técnico argentino dimitió antes de asumir el puesto, pues la directiva no fichó a ninguno de los 7 jugadores prometidos, apalabrados con Bielsa antes de firmar el contrato.

#### Lille
El 19 de febrero de 2017, el Lille Olympique Sporting Club anunció que Bielsa sería su próximo entrenador los dos próximos años, asumiendo sus funciones a partir del 1 de julio. Tres meses después, el 23 de mayo, fue presentado oficialmente. Bielsa y los dirigentes del club iniciaron una auténtica revolución en el seno del equipo francés, produciéndose numerosas altas y bajas en la plantilla, apostando mayoritariamente por jugadores jóvenes. En una conferencia de prensa posterior, Bielsa dio algunas de las claves de su idea de juego: «Protagonismo, campo rival, ataque, equilibrio defensivo, evitar la pérdida del balón antes de que el ataque se concrete, mucha movilidad para facilitar el juego de asociación, de pases ofensivos».
En su debut en el banquillo del Stade Pierre-Mauroy, el Lille venció 3-0 al Nantes en la primera jornada de la Ligue 1, completando así el segundo mejor debut de un entrenador en la historia del club francés. No obstante, en el siguiente encuentro de liga su equipo fue derrotado por el mismo resultado ante el Racing Club de Estrasburgo. En dicho partido, Bielsa utilizó los tres cambios en el primer tiempo, dos de ellos por lesión. El 20 de septiembre de 2017, con una victoria, dos empates y tres derrotas, el Lille quedó a un punto de entrar en zona de descenso. No obstante, Bielsa afirmó que no iba a dimitir.
El 22 de noviembre de 2017, dos días después de caer por 3-0 ante el recién ascendido Amiens y estando penúltimo de la tabla con 12 puntos en 13 jornadas, el club anunció que decidió suspenderlo de sus funciones de manera temporal. Esto estaría motivado por el viaje que hizo a Chile, sin contar con autorización para ello, con la finalidad de visitar a uno de sus antiguos ayudantes, Luis María Bonini, enfermo de cáncer. El 15 de diciembre, el club anunció que la relación contractual había finalizado debido a una falta grave, los malos resultados conseguidos y las diferencias con la dirigencia. En 2018, fue condenado por el Tribunal de Comercio francés a pagar 300.000 euros en conceptos de daños y perjuicios al club, por considerar abusiva la demanda que le interpuso por 18,6 millones de euros al no indemnizarlo (la totalidad de los salarios que debía cobrar por su contrato y perjuicios sufridos por el despido), lo que podía provocar su quiebra.

#### Leeds United
El 15 de junio de 2018, firmó un contrato con el Leeds United Football Club para los próximos dos años por 12 millones de libras esterlinas. El 18 de agosto, se convirtió en el primer entrenador en la historia del club en ganar sus primeros cuatro partidos dirigidos. En 2019 el club fue multado con 200.000 libras por espiar los entrenamientos de los rivales, las que fueron pagadas por él al ser el responsable. En su primera temporada, terminó en el tercer puesto y fue eliminado en los «play-off» de ascenso por el Derby County.
El 17 de julio de 2020, tras la derrota de su escolta West Bromwich Albion ante el Huddersfield, se aseguró el ascenso, llevando al Leeds a la Premier League tras 16 temporadas. Al día siguiente, tras la caída de Brentford ante Stoke City, se consagró campeón del EFL Championship por cuarta vez en su historia, con dos partidos por disputar. En honor a sus logros obtenidos en el club inglés, la ciudad británica le otorga su nombre a una de sus calles. Renovó por un año y ocho millones de libras, convirtiéndose en el sexto técnico mejor pagado de la liga. En su primera temporada de regreso en la élite del fútbol inglés, logró un meritorio 9° lugar.
En su segunda temporada en la élite al mando del Leeds no logró los mismos resultados que en la primera: Apenas cosechó 23 puntos en 26 fechas (aunque fueron suficientes para no caer en zona de descenso). El 27 de febrero de 2022, fue despedido después de 5 partidos seguidos sin ganar, con 4 derrotas seguidas, incluyendo un 2-4 en Elland Road en el Derby de las Rosas ante Manchester United.

#### Selección uruguaya
El 15 de mayo de 2023, la Asociación Uruguaya de Fútbol confirmó el nombramiento de Bielsa como nuevo seleccionador de Uruguay.

## Estilo de juego
Adoptó el sistema del fútbol total de origen neerlandés, con característica activa, ofensiva y polivalente. Se considera discípulo de Louis van Gaal. La formación insignia de Bielsa en sus equipos, la cual hizo famosa y trajo al frente de la escena futbolística es la formación 3-3-1-3. Para esta formación, los jugadores son: tres defensores centrales, tres mediocampistas (un mediocampista central con dos lateral-volantes a los costados), tres mediocampistas ofensivos (un enganche y dos extremos a los costados), y un centrodelantero. El 3-3-1-3 permite transiciones de defensa a ataque, ya que muchos de los jugadores usados en la formación pueden realizar tareas defensivas y ofensivas.
En los equipos que dirigió supo establecer el repliegue ofensivo-defensivo, marca característica de los conjuntos de Bielsa, además de la presión al rival, la posesión del balón y gran intensidad física. Cada jugador debe adaptarse para cumplir varias funciones en el campo. Bielsa también tiene fama de ser meticuloso y dedicado a su trabajo. Esta filosofía de Bielsa tuvo cierta influencia en algunos directores técnicos actuales, exayudantes técnicos y exjugadores bajo el mando de Bielsa, influenciados por su estilo, como Eduardo Berizzo, Pep Guardiola, Gerardo Martino, Mauricio Pochettino, Juan Carlos Osorio, Jorge Sampaoli y Darío Rodríguez.

## Métodos
Es un fanático de los videos de fútbol que agrega a su colección. Edita y analiza cada video para cada jugador individual. También utiliza software estadístico y otras herramientas tecnológicas para preparar los partidos. El periodista inglés John Carlin declaró que Bielsa tenía «la biblioteca futbolística más erudita en el planeta».
Bielsa en ocasiones comprueba las medidas del campo midiendo con sus pasos antes de decidirse por una formación en particular. Distribuye horarios de entrenamiento separados para las diferentes partes de su equipo. El excapitán de la selección argentina Roberto Ayala y defensor bajo el mando de Bielsa declaró «Había veces que no veíamos a ninguno de los delanteros, porque los había mandado a entrenar en un horario diferente, y lo mismo hacía con los mediocampistas».
Bielsa es un entrenador que sistematiza el juego. Según Bielsa, el fútbol no tiene más de 29 esquemas de juego. Para él, es fundamental que los jugadores jóvenes reciban instrucción en todos estos esquemas antes de ser profesional.
Aplica un régimen hermético y rechaza dar entrevistas exclusivas, por lo que la conferencia de prensa se ha convertido en su método preferido de comunicación. Ha sido conocido por responder hasta la última pregunta de los medios convocados durante estas reuniones. Si la charla gira hacia las complejidades del juego, una conferencia de prensa de tres o incluso cuatro horas es posible. Según él: «Cada sector de los medios debería tener la misma atención de mi parte, desde el más prominente canal de TV de capital hasta el más pequeño diario en las provincias.»

## Reconocimientos
A pesar de no disponer de un gran palmarés como entrenador, la propuesta futbolística de Marcelo Bielsa le valió varios galardones internacionales, entre ellos el de mejor seleccionador nacional en 2001 y el de mejor director técnico sudamericano en 2009. Reconoció ser admirador del Ajax de Louis van Gaal que deslumbró a mediados de los años noventa. También se destaca la admiración por parte de otros colegas, como el caso de Pep Guardiola, exentrenador del F. C. Barcelona, quien antes de tomar las riendas de aquel equipo, viajó a Argentina para mantener con él un encuentro, que en los hechos se prolongó por más de 11 horas y que también tuvo como partícipe al cineasta David Trueba. Luego del mismo, el entrenador culé haría propia muchas de las posturas intercambiadas con Marcelo, expresando permanentes elogios hacia él e incorporando a su accionar muchas recomendaciones, que fueron desde la devoción hacia el juego en equipo ofensivo hasta cuestiones extra-futbolísticas, como el trato hacia la prensa.
En Argentina su figura siempre ha generado controversia tras su etapa como seleccionador nacional, si bien aún es idolatrado por los hinchas de Newell's Old Boys de Rosario, su ciudad natal, donde consiguió sus primeros éxitos como entrenador. El 22 de diciembre de 2009, el estadio del club rosarino fue oficialmente rebautizado con el nombre de Estadio Marcelo Bielsa, en una ceremonia donde asistieron más de 42.000 personas. En la ocasión se homenajeó también al entrenador argentino Gerardo Martino, dando su nombre a una de las tribunas preferenciales del estadio. En 2014 Marcelo Bielsa donó dos millones de dólares para que la institución rosarina completara la rehabilitación de su sede.
También tiene reconocimiento en Chile, siendo el segundo entrenador con mejor rendimiento en la historia de la selección chilena de fútbol con un 60,1% de puntos ganados. Bajo la dirección de Bielsa, Chile ganó 28 partidos, empató 8 y perdió 15, siendo el tercer entrenador en la historia que dirigió en más de 50 partidos a la selección chilena. El partido amistoso contra Estados Unidos de enero de 2011 fue su partido número 51. Fue escogido por la revista política chilena Qué Pasa como el extranjero más influyente en Chile durante 2008, mientras que el grupo musical chileno, Tomo Como Rey, le dedicó una canción denominada «Dale Loco».
En México, los dirigentes del Atlas reconocieron públicamente la labor que Bielsa realizó en las divisiones inferiores del club años atrás, y que convirtieron la escuela del Atlas en una de las más importantes de aquel país.

## Trayectoria

### Como futbolista
| Club                 | País      | Año       | Partidos | Goles |
| -------------------- | --------- | --------- | -------- | ----- |
| Newell's Old Boys    | Argentina | 1976-1978 | 25       | 0     |
| Instituto de Córdoba | Argentina | 1978-1979 | 10       | 0     |
| Argentino de Rosario | Argentina | 1979-1980 | 30       | 1     |

### Como formador
| Club              | País      | Año       | Cargo   |
| ----------------- | --------- | --------- | ------- |
| Newell's Old Boys | Argentina | 1982-1990 | Scout   |
| Newell's Old Boys | Argentina | 1987-1990 | Reserva |
| Atlas             | México    | 1992-1993 | Scout   |

### Como entrenador

#### Clubes
| Equipo                        | Div.         | Temporada    | Liga  | Liga | Liga | Liga | Liga |       | Copa | Copa | Copa | Copa  |    | Internacional | Internacional | Internacional | Internacional | Internacional |   | Otros | Otros | Otros | Otros |     | Totales     | Totales | Totales | Totales | Totales | Totales | Totales | Totales |
| Equipo                        | Div.         | Temporada    | Part. | G    | E    | P    | Pos. | Part. | G    | E    | P    | Part. | G  | E             | P             | Pos.          | Part.         | G             | E | P     | Part. | G     | E     | P   | Rendimiento | GF      | GC      | Dif.    |         |         |         |         |
| ----------------------------- | ------------ | ------------ | ----- | ---- | ---- | ---- | ---- | ----- | ---- | ---- | ---- | ----- | -- | ------------- | ------------- | ------------- | ------------- | ------------- | - | ----- | ----- | ----- | ----- | --- | ----------- | ------- | ------- | ------- | ------- | ------- | ------- | ------- |
| Newell's Old Boys Argentina   | 1.ª          | 1990-91      | 40    | 18   | 14   | 8    | 1.º  | -     | -    | -    | -    | -     | -  | -             | -             | -             | -             | -             | - | -     | 40    | 18    | 14    | 8   | 56.67%      | 52      | 28      | +24     |         |         |         |         |
| Newell's Old Boys Argentina   | 1.ª          | 1991-92      | 38    | 14   | 16   | 8    | 1.º  | -     | -    | -    | -    | 16    | 7  | 7             | 2             | 2.º           | 3             | 0             | 1 | 2     | 57    | 21    | 24    | 12  | 50.88%      | 64      | 43      | +21     |         |         |         |         |
| Newell's Old Boys Argentina   | Total        | Total        | 78    | 32   | 30   | 16   | -    | -     | -    | -    | -    | 16    | 7  | 7             | 2             | -             | 3             | 0             | 1 | 2     | 97    | 39    | 38    | 20  | 53.27%      | 116     | 71      | +45     |         |         |         |         |
| Atlas · México                | 1.ª          | 1993-94      | 40    | 17   | 11   | 12   | 1/4  | -     | -    | -    | -    | -     | -  | -             | -             | -             | -             | -             | - | -     | 40    | 17    | 11    | 12  | 51.67%      | 52      | 48      | +4      |         |         |         |         |
| Atlas · México                | 1.ª          | 1994-95      | 36    | 12   | 8    | 16   | 13.º | 1     | 0    | 1    | 0    | -     | -  | -             | -             | -             | -             | -             | - | -     | 37    | 12    | 9     | 16  | 40.54%      | 43      | 52      | -9      |         |         |         |         |
| Atlas · México                | Total        | Total        | 76    | 29   | 19   | 28   | -    | 1     | 0    | 1    | 0    | -     | -  | -             | -             | -             | -             | -             | - | -     | 77    | 29    | 20    | 28  | 46.32%      | 95      | 100     | -5      |         |         |         |         |
| América · México              | 1.ª          | 1995-96      | 32    | 10   | 14   | 8    | aeaa | 1     | 0    | 0    | 1    | -     | -  | -             | -             | -             | -             | -             | - | -     | 33    | 10    | 14    | 9   | 44.44%      | 54      | 43      | +11     |         |         |         |         |
| América · México              | Total        | Total        | 32    | 10   | 14   | 8    | -    | 1     | 0    | 0    | 1    | -     | -  | -             | -             | -             | -             | -             | - | -     | 33    | 10    | 14    | 9   | 44.44%      | 54      | 43      | +11     |         |         |         |         |
| Vélez Sarsfield Argentina     | 1.ª          | 1997-98      | 38    | 22   | 12   | 4    | 1.º  | -     | -    | -    | -    | -     | -  | -             | -             | -             | 6             | 1             | 2 | 3     | 44    | 23    | 14    | 7   | 62.88%      | 87      | 50      | +37     |         |         |         |         |
| Vélez Sarsfield Argentina     | Total        | Total        | 38    | 22   | 12   | 4    | -    | -     | -    | -    | -    | -     | -  | -             | -             | -             | 6             | 1             | 2 | 3     | 44    | 23    | 14    | 7   | 62.88%      | 87      | 50      | +37     |         |         |         |         |
| RCD Espanyol · España         | 1.ª          | 1998-99      | 6     | 1    | 2    | 3    | Inc. | -     | -    | -    | -    | -     | -  | -             | -             | -             | 6             | 2             | 1 | 3     | 12    | 3     | 3     | 6   | 33.33%      | 12      | 17      | -5      |         |         |         |         |
| RCD Espanyol · España         | Total        | Total        | 6     | 1    | 2    | 3    | -    | -     | -    | -    | -    | -     | -  | -             | -             | -             | 6             | 2             | 1 | 3     | 12    | 3     | 3     | 6   | 33.33%      | 12      | 17      | -5      |         |         |         |         |
| Athletic Club · España        | 1.ª          | 2011-12      | 38    | 12   | 13   | 13   | 10.º | 9     | 7    | 1    | 1    | 16    | 9  | 3             | 4             | 2.º           | -             | -             | - | -     | 63    | 28    | 17    | 18  | 53.43%      | 94      | 81      | +13     |         |         |         |         |
| Athletic Club · España        | 1.ª          | 2012-13      | 38    | 12   | 9    | 17   | 12.º | 2     | 0    | 2    | 0    | 10    | 3  | 3             | 4             | FG            | -             | -             | - | -     | 50    | 15    | 14    | 21  | 39.33%      | 65      | 81      | -16     |         |         |         |         |
| Athletic Club · España        | Total        | Total        | 76    | 24   | 22   | 30   | -    | 11    | 7    | 3    | 1    | 26    | 12 | 6             | 8             | -             | -             | -             | - | -     | 113   | 43    | 31    | 39  | 47.19%      | 159     | 162     | -3      |         |         |         |         |
| Olympique de Marsella Francia | 1.ª          | 2014-15      | 38    | 21   | 6    | 11   | 4.º  | 2     | 0    | 1    | 1    | -     | -  | -             | -             | -             | -             | -             | - | -     | 40    | 21    | 7     | 12  | 58.33%      | 80      | 47      | +33     |         |         |         |         |
| Olympique de Marsella Francia | 1.ª          | 2015-16      | 1     | 0    | 0    | 1    | Inc. | -     | -    | -    | -    | -     | -  | -             | -             | -             | -             | -             | - | -     | 1     | 0     | 0     | 1   | 0%          | 0       | 1       | -1      |         |         |         |         |
| Olympique de Marsella Francia | Total        | Total        | 39    | 21   | 6    | 12   | -    | 2     | 0    | 1    | 1    | -     | -  | -             | -             | -             | -             | -             | - | -     | 41    | 21    | 7     | 13  | 56.91%      | 80      | 48      | +32     |         |         |         |         |
| Lille OSC Francia             | 1.ª          | 2017-18      | 13    | 3    | 3    | 7    | Inc. | 1     | 0    | 1    | 0    | -     | -  | -             | -             | -             | -             | -             | - | -     | 14    | 3     | 4     | 7   | 30.95%      | 14      | 21      | -7      |         |         |         |         |
| Lille OSC Francia             | Total        | Total        | 13    | 3    | 3    | 7    | -    | 1     | 0    | 1    | 0    | -     | -  | -             | -             | -             | -             | -             | - | -     | 14    | 3     | 4     | 7   | 30.95%      | 14      | 21      | -7      |         |         |         |         |
| Leeds United Inglaterra       | 2.ª          | 2018-19      | 46    | 25   | 8    | 13   | 3.º  | 3     | 1    | 0    | 2    | -     | -  | -             | -             | -             | 2             | 1             | 0 | 1     | 51    | 27    | 8     | 16  | 58.17%      | 79      | 59      | +20     |         |         |         |         |
| Leeds United Inglaterra       | 2.ª          | 2019-20      | 46    | 28   | 9    | 9    | 1.º  | 3     | 1    | 1    | 1    | -     | -  | -             | -             | -             | -             | -             | - | -     | 49    | 29    | 10    | 10  | 65.98%      | 82      | 38      | +44     |         |         |         |         |
| Leeds United Inglaterra       | 1.ª          | 2020-21      | 38    | 18   | 5    | 15   | 9.º  | 2     | 0    | 1    | 1    | -     | -  | -             | -             | -             | -             | -             | - | -     | 40    | 18    | 6     | 16  | 50%         | 63      | 58      | +5      |         |         |         |         |
| Leeds United Inglaterra       | 1.ª          | 2021-22      | 26    | 5    | 8    | 13   | Inc. | 4     | 1    | 1    | 2    | -     | -  | -             | -             | -             | -             | -             | - | -     | 30    | 6     | 9     | 15  | 30%         | 32      | 64      | -32     |         |         |         |         |
| Leeds United Inglaterra       | Total        | Total        | 156   | 76   | 30   | 50   | -    | 12    | 3    | 3    | 6    | -     | -  | -             | -             | -             | 2             | 1             | 0 | 1     | 170   | 80    | 33    | 57  | 53.53%      | 256     | 219     | +37     |         |         |         |         |
| Total clubes                  | Total clubes | Total clubes | 514   | 218  | 138  | 158  | -    | 28    | 10   | 9    | 9    | 42    | 19 | 13            | 10            | -             | 17            | 4             | 4 | 9     | 601   | 251   | 164   | 186 | 50.86%      | 873     | 731     | +142    |         |         |         |         |
| 1. 2. 3.                      |              |              |       |      |      |      |      |       |      |      |      |       |    |               |               |               |               |               |   |       |       |       |       |     |             |         |         |         |         |         |         |         |

#### Selecciones
| Argentina          | 1998 - 2004       | 10                | 6  | 1  | 3 | 2.º | 26 | 18 | 6  | 2  | 3  | 1  | 1 | 1 | FG  | 30 | 18 | 8  | 4  | 69 | 43  | 16 | 10 | 70.05% | 127    | 61  | +66 |      |
| Argentina Olímpica | 2004              | 7                 | 5  | 2  | 0 | 1.º | -  | -  | -  | -  | 6  | 6  | 0 | 0 | 1.º | -  | -  | -  | -  | 13 | 11  | 2  | 0  | 89.75% | 33     | 8   | +25 |      |
| Chile              | 2007 - 2011       | -                 | -  | -  | - | -   | 18 | 10 | 3  | 5  | 4  | 2  | 0 | 2 | 1/8 | 29 | 16 | 5  | 8  | 51 | 28  | 8  | 15 | 60.13% | 69     | 49  | +20 |      |
| Uruguay            | 2023 - Act.       | 6                 | 3  | 2  | 1 | 3.º | 16 | 6  | 6  | 4  | -  | -  | - | - | -/- | 6  | 3  | 2  | 1  | 28 | 12  | 10 | 6  | 54.76% | 42     | 20  | +22 |      |
| Uruguay Sub-23     | 2023 - Act.       | 4                 | 1  | 1  | 2 | FG  | -  | -  | -  | -  | -  | -  | - | - | -/- | 2  | 1  | 0  | 1  | 6  | 2   | 1  | 3  | 38.89% | 13     | 11  | +2  |      |
| Total selecciones  | Total selecciones | Total selecciones | 27 | 15 | 6 | 6   | -  | 60 | 34 | 15 | 11 | 13 | 9 | 1 | 3   | -  | 67 | 38 | 15 | 14 | 167 | 96 | 37 | 34     | 64.88% | 284 | 149 | +135 |

##### Participaciones como seleccionador
| Copa Mundial de Fútbol de 2002                              | Corea-Japón    | Selección de Argentina | Primera fase      |
| Copa Mundial de Fútbol de 2010                              | Sudáfrica      | Selección de Chile     | Octavos de final  |
| Copa América                                                |                |                        |                   |
| Copa América 1999                                           | Paraguay       | Selección de Argentina | Cuartos de final  |
| Copa América 2004                                           | Perú           | Selección de Argentina | Subcampeón        |
| Copa América 2024                                           | Estados Unidos | Selección de Uruguay   | Tercer lugar      |
| Juegos Olímpicos                                            |                |                        |                   |
| Juegos Olímpicos de Atenas 2004                             | Grecia         | Selección de Argentina | Medalla de Oro    |
| Torneo Preolímpico                                          |                |                        |                   |
| Preolímpico Sudamericano 2004                               | Chile          | Selección de Argentina | 1.er clasificado  |
| Preolímpico Sudamericano 2024                               | Venezuela      | Selección de Uruguay   | Primera Fase      |
| Eliminatorias sudamericanas                                 |                |                        |                   |
| Eliminatorias Sudamericanas 2002                            | Sudamérica     | Selección de Argentina | 1.er clasificado  |
| Eliminatorias Sudamericanas 2006                            | Sudamérica     | Selección de Argentina | 2.º clasificado * |
| Eliminatorias Sudamericanas 2010                            | Sudamérica     | Selección de Chile     | 2.º clasificado   |
| Eliminatorias Sudamericanas 2026                            | Sudamérica     | Selección de Uruguay   | En disputa        |
| *Renunció al cargo durante el desarrollo de la competencia. |                |                        |                   |

##### Partidos internacionales
| 1  | 3 de febrero de 1999    | Maracaibo, Venezuela            | Venezuela 0 - Argentina 2      | Amistoso                           |
| 2  | 10 de febrero de 1999   | Los Ángeles, Estados Unidos     | México 0 - Argentina 1         | Amistoso                           |
| 3  | 31 de marzo de 1999     | Ámsterdam, Países Bajos         | Países Bajos 1 - Argentina 1   | Amistoso                           |
| 4  | 9 de junio de 1999      | Chicago, Estados Unidos         | México 2 - Argentina 2         | Amistoso                           |
| 5  | 13 de junio de 1999     | Washington, Estados Unidos      | Estados Unidos 1 - Argentina 0 | Amistoso                           |
| 6  | 26 de junio de 1999     | Buenos Aires, Argentina         | Argentina 1 - Lituania 1       | Amistoso                           |
| 7  | 1 de julio de 1999      | Luque, Paraguay                 | Argentina 3 - Ecuador 1        | Copa América 1999                  |
| 8  | 4 de julio de 1999      | Luque, Paraguay                 | Argentina 0 - Colombia 3       | Copa América 1999                  |
| 9  | 7 de julio de 1999      | Luque, Paraguay                 | Argentina 2 - Uruguay 0        | Copa América 1999                  |
| 10 | 11 de julio de 1999     | Ciudad del Este, Paraguay       | Brasil 2 - Argentina 1         | Copa América 1999                  |
| 11 | 4 de septiembre de 1999 | Buenos Aires, Argentina         | Argentina 2 - Brasil 0         | Amistoso                           |
| 12 | 7 de septiembre de 1999 | Porto Alegre, Brasil            | Brasil 4 - Argentina 2         | Amistoso                           |
| 13 | 13 de octubre de 1999   | Córdoba, Argentina              | Argentina 2 - Colombia 1       | Amistoso                           |
| 14 | 17 de noviembre de 1999 | Sevilla, España                 | España 0 - Argentina 2         | Amistoso                           |
| 15 | 23 de febrero de 2000   | Londres, Reino Unido            | Inglaterra 0 - Argentina 0     | Amistoso                           |
| 16 | 29 de marzo de 2000     | Buenos Aires, Argentina         | Argentina 4 - Chile 1          | Clasificación para el Mundial 2002 |
| 17 | 26 de abril de 2000     | Maracaibo, Venezuela            | Venezuela 0 - Argentina 4      | Clasificación para el Mundial 2002 |
| 18 | 4 de junio de 2000      | Buenos Aires, Argentina         | Argentina 1 - Bolivia 0        | Clasificación para el Mundial 2002 |
| 19 | 29 de junio de 2000     | Bogotá, Colombia                | Colombia 1 - Argentina 3       | Clasificación para el Mundial 2002 |
| 20 | 19 de julio de 2000     | Buenos Aires, Argentina         | Argentina 2 - Ecuador 0        | Clasificación para el Mundial 2002 |
| 21 | 26 de julio de 2000     | São Paulo, Brasil               | Brasil 3 - Argentina 1         | Clasificación para el Mundial 2002 |
| 22 | 16 de agosto de 2000    | Buenos Aires, Argentina         | Argentina 1 - Paraguay 1       | Clasificación para el Mundial 2002 |
| 23 | 3 de septiembre de 2000 | Lima, Perú                      | Perú 1 - Argentina 2           | Clasificación para el Mundial 2002 |
| 24 | 8 de octubre de 2000    | Buenos Aires, Argentina         | Argentina 2 - Uruguay 1        | Clasificación para el Mundial 2002 |
| 25 | 15 de noviembre de 2000 | Santiago, Chile                 | Chile 0 - Argentina 2          | Clasificación para el Mundial 2002 |
| 26 | 20 de diciembre de 2000 | Los Ángeles, Estados Unidos     | Argentina 2 - México 0         | Amistoso                           |
| 27 | 28 de febrero de 2001   | Roma, Italia                    | Italia 1 - Argentina 2         | Amistoso                           |
| 28 | 28 de marzo de 2001     | Buenos Aires, Argentina         | Argentina 5 - Venezuela 0      | Clasificación para el Mundial 2002 |
| 29 | 25 de abril de 2001     | La Paz, Bolivia                 | Bolivia 3 - Argentina 3        | Clasificación para el Mundial 2002 |
| 30 | 3 de junio de 2001      | Buenos Aires, Argentina         | Argentina 3 - Colombia 0       | Clasificación para el Mundial 2002 |
| 31 | 15 de agosto de 2001    | Quito, Ecuador                  | Ecuador 0 - Argentina 2        | Clasificación para el Mundial 2002 |
| 32 | 5 de septiembre de 2001 | Buenos Aires, Argentina         | Argentina 2 - Brasil 1         | Clasificación para el Mundial 2002 |
| 33 | 7 de octubre de 2001    | Asunción, Paraguay              | Paraguay 2 - Argentina 2       | Clasificación para el Mundial 2002 |
| 34 | 8 de noviembre de 2001  | Buenos Aires, Argentina         | Argentina 2 - Perú 0           | Clasificación para el Mundial 2002 |
| 35 | 14 de noviembre de 2001 | Montevideo, Uruguay             | Uruguay 1 - Argentina 1        | Clasificación para el Mundial 2002 |
| 36 | 13 de febrero de 2002   | Cardiff, Gales                  | Gales 1 - Argentina 1          | Amistoso                           |
| 37 | 27 de marzo de 2002     | Ginebra, Suiza                  | Camerún 2 - Argentina 2        | Amistoso                           |
| 38 | 17 de abril de 2002     | Stuttgart, Alemania             | Alemania 0 - Argentina 1       | Amistoso                           |
| 39 | 2 de junio de 2002      | Ibaraki, Japón                  | Argentina 1 - Nigeria 0        | Copa Mundial de Fútbol 2002        |
| 40 | 7 de junio de 2002      | Sapporo, Japón                  | Argentina 0 - Inglaterra 1     | Copa Mundial de Fútbol 2002        |
| 41 | 12 de junio de 2002     | Miyagi, Japón                   | Argentina 1 - Suecia 1         | Copa Mundial de Fútbol 2002        |
| 42 | 20 de noviembre de 2002 | Saitama, Japón                  | Japón 0 - Argentina 2          | Amistoso                           |
| 43 | 31 de enero de 2003     | San Pedro Sula, Honduras        | Honduras 1 - Argentina 3       | Amistoso                           |
| 44 | 4 de febrero de 2003    | Los Ángeles, Estados Unidos     | Argentina 1 - México 0         | Amistoso                           |
| 45 | 9 de febrero de 2003    | Miami, Estados Unidos           | Estados Unidos 0 - Argentina 1 | Amistoso                           |
| 46 | 12 de febrero de 2003   | Ámsterdam, Países Bajos         | Países Bajos 1 - Argentina 0   | Amistoso                           |
| 47 | 30 de abril de 2003     | Trípoli, Libia                  | Libia 1 - Argentina 3          | Amistoso                           |
| 48 | 6 de junio de 2003      | Osaka, Japón                    | Japón 1 - Argentina 4          | Amistoso                           |
| 49 | 11 de junio de 2003     | Seúl, Corea del Sur             | Corea del Sur 0 - Argentina 1  | Amistoso                           |
| 50 | 16 de julio de 2003     | La Plata, Argentina             | Argentina 2 - Uruguay 2        | Amistoso                           |
| 51 | 20 de agosto de 2003    | Florencia, Italia               | Uruguay 2 - Argentina 3        | Amistoso                           |
| 52 | 6 de septiembre de 2003 | Buenos Aires, Argentina         | Argentina 2 - Chile 2          | Clasificación para el Mundial 2006 |
| 53 | 9 de septiembre de 2003 | Caracas, Venezuela              | Venezuela 0 - Argentina 3      | Clasificación para el Mundial 2006 |
| 54 | 15 de noviembre de 2003 | Buenos Aires, Argentina         | Argentina 3 - Bolivia 0        | Clasificación para el Mundial 2006 |
| 55 | 19 de noviembre de 2003 | Barranquilla, Colombia          | Colombia 1 - Argentina 1       | Clasificación para el Mundial 2006 |
| 56 | 30 de marzo de 2004     | Buenos Aires, Argentina         | Argentina 1 - Ecuador 0        | Clasificación para el Mundial 2006 |
| 57 | 28 de abril de 2004     | Casablanca, Marruecos           | Marruecos 0 - Argentina 1      | Amistoso                           |
| 58 | 2 de junio de 2004      | Belo Horizonte, Brasil          | Brasil 3 - Argentina 1         | Clasificación para el Mundial 2006 |
| 59 | 6 de junio de 2004      | Buenos Aires, Argentina         | Argentina 0 - Paraguay 0       | Clasificación para el Mundial 2006 |
| 60 | 27 de junio de 2004     | Miami, Estados Unidos           | Colombia 2 - Argentina 0       | Amistoso                           |
| 61 | 30 de junio de 2004     | East Rutherford, Estados Unidos | Argentina 2 - Perú 1           | Amistoso                           |
| 62 | 7 de julio de 2004      | Chiclayo, Perú                  | Argentina 6 - Ecuador 1        | Copa América 2004                  |
| 63 | 10 de julio de 2004     | Chiclayo, Perú                  | México 1 - Argentina 0         | Copa América 2004                  |
| 64 | 13 de julio de 2004     | Piura, Perú                     | Argentina 4 - Uruguay 2        | Copa América 2004                  |
| 65 | 17 de julio de 2004     | Chiclayo, Perú                  | Perú 0 - Argentina 1           | Copa América 2004                  |
| 66 | 20 de julio de 2004     | Lima, Perú                      | Argentina 3 - Colombia 0       | Copa América 2004                  |
| 67 | 25 de julio de 2004     | Lima, Perú                      | Argentina 2 - Brasil 2         | Copa América 2004                  |
| 68 | 18 de agosto de 2004    | Shizuoka, Japón                 | Japón 1 - Argentina 2          | Amistoso                           |
| 69 | 4 de septiembre de 2004 | Lima, Perú                      | Perú 1 - Argentina 3           | Clasificación para el Mundial 2006 |

| 1  | 7 de septiembre de 2007  | Viena, Austria                  | Suiza 2 - Chile 1             | Amistoso                           |
| 2  | 11 de septiembre de 2007 | Viena, Austria                  | Austria 0 - Chile 2           | Amistoso                           |
| 3  | 13 de octubre de 2007    | Buenos Aires, Argentina         | Argentina 2 - Chile 0         | Clasificación para el Mundial 2010 |
| 4  | 17 de octubre de 2007    | Santiago, Chile                 | Chile 2 - Perú 0              | Clasificación para el Mundial 2010 |
| 5  | 18 de noviembre de 2007  | Montevideo, Uruguay             | Uruguay 2 - Chile 2           | Clasificación para el Mundial 2010 |
| 6  | 21 de noviembre de 2007  | Santiago, Chile                 | Chile 0 - Paraguay 3          | Clasificación para el Mundial 2010 |
| 7  | 26 de enero de 2008      | Tokio, Japón                    | Japón 0 - Chile 0             | Amistoso                           |
| 8  | 30 de enero de 2008      | Seúl, Corea del Sur             | Corea del Sur 0 - Chile 1     | Amistoso                           |
| 9  | 26 de marzo de 2008      | Ramat Gan, Israel               | Israel 1 - Chile 0            | Amistoso                           |
| 10 | 4 de junio de 2008       | Rancagua, Chile                 | Chile 2 - Guatemala 0         | Amistoso                           |
| 11 | 7 de junio de 2008       | Valparaíso, Chile               | Chile 0 - Panamá 0            | Amistoso                           |
| 12 | 15 de junio de 2008      | La Paz, Bolivia                 | Bolivia 0 - Chile 2           | Clasificación para el Mundial 2010 |
| 13 | 19 de junio de 2008      | Puerto La Cruz, Venezuela       | Venezuela 2 - Chile 3         | Clasificación para el Mundial 2010 |
| 14 | 20 de agosto de 2008     | Izmit, Turquía                  | Turquía 1 - Chile 0           | Amistoso                           |
| 15 | 7 de septiembre de 2008  | Santiago, Chile                 | Chile 0 - Brasil 3            | Clasificación para el Mundial 2010 |
| 16 | 10 de septiembre de 2008 | Santiago, Chile                 | Chile 4 - Colombia 0          | Clasificación para el Mundial 2010 |
| 17 | 24 de septiembre de 2008 | Los Ángeles, Estados Unidos     | México 0 - Chile 1            | Amistoso                           |
| 18 | 12 de octubre de 2008    | Quito, Ecuador                  | Ecuador 1 - Chile 0           | Clasificación para el Mundial 2010 |
| 19 | 15 de octubre de 2008    | Santiago, Chile                 | Chile 1 - Argentina 0         | Clasificación para el Mundial 2010 |
| 20 | 19 de noviembre de 2008  | Villarreal, España              | España 3 - Chile 0            | Amistoso                           |
| 21 | 18 de enero de 2009      | Fort Lauderdale, Estados Unidos | Honduras 2 - Chile 0          | Amistoso                           |
| 22 | 11 de febrero de 2009    | Polokwane, Sudáfrica            | Sudáfrica 0 - Chile 2         | Amistoso                           |
| 23 | 28 de marzo de 2009      | Lima, Perú                      | Perú 1 - Chile 3              | Clasificación para el Mundial 2010 |
| 24 | 1 de abril de 2009       | Santiago, Chile                 | Chile 0 - Uruguay 0           | Clasificación para el Mundial 2010 |
| 25 | 27 de mayo de 2009       | Osaka, Japón                    | Japón 4 - Chile 0             | Copa Kirin                         |
| 26 | 29 de mayo de 2009       | Chiba, Japón                    | Bélgica 1 - Chile 1           | Copa Kirin                         |
| 27 | 6 de junio de 2009       | Asunción, Paraguay              | Paraguay 0 - Chile 2          | Clasificación para el Mundial 2010 |
| 28 | 10 de junio de 2009      | Santiago, Chile                 | Chile 4 - Bolivia 0           | Clasificación para el Mundial 2010 |
| 29 | 12 de agosto de 2009     | Brøndby, Dinamarca              | Dinamarca 1 - Chile 2         | Amistoso                           |
| 30 | 5 de septiembre de 2009  | Santiago, Chile                 | Chile 2 - Venezuela 2         | Clasificación para el Mundial 2010 |
| 31 | 9 de septiembre de 2009  | Salvador de Bahía, Brasil       | Brasil 4 - Chile 2            | Clasificación para el Mundial 2010 |
| 32 | 10 de octubre de 2009    | Medellín, Colombia              | Colombia 2 - Chile 4          | Clasificación para el Mundial 2010 |
| 33 | 14 de octubre de 2009    | Santiago, Chile                 | Chile 1 - Ecuador 0           | Clasificación para el Mundial 2010 |
| 34 | 4 de noviembre de 2009   | Concepción, Chile               | Chile 2 - Paraguay 1          | Amistoso                           |
| 35 | 17 de noviembre de 2009  | Žilina, Eslovaquia              | Eslovaquia 1 - Chile 2        | Amistoso                           |
| 36 | 20 de enero de 2010      | Coquimbo, Chile                 | Chile 2 - Panamá 1            | Amistoso                           |
| 37 | 31 de marzo de 2010      | Coquimbo, Temuco                | Chile 0 - Venezuela 0         | Amistoso                           |
| 38 | 5 de mayo de 2010        | Iquique, Chile                  | Chile 2 - Trinidad y Tobago 0 | Amistoso                           |
| 39 | 16 de mayo de 2010       | Ciudad de México, México        | México 1 - Chile 0            | Amistoso                           |
| 40 | 26 de mayo de 2010       | Calama, Chile                   | Chile 3 - Zambia 0            | Amistoso                           |
| 41 | 30 de mayo de 2010       | Chillán, Chile                  | Chile 1 - Irlanda del Norte 0 | Amistoso                           |
| 42 | 30 de mayo de 2010       | Concepción, Chile               | Chile 3 - Israel 0            | Amistoso                           |
| 43 | 16 de junio de 2010      | Nelspruit, Sudáfrica            | Honduras 0 - Chile 1          | Copa Mundial de Fútbol 2010        |
| 44 | 21 de junio de 2010      | Port Elizabeth, Sudáfrica       | Chile 1 - Suiza 0             | Copa Mundial de Fútbol 2010        |
| 45 | 25 de junio de 2010      | Pretoria, Sudáfrica             | España 2 - Chile 1            | Copa Mundial de Fútbol 2010        |
| 46 | 28 de junio de 2010      | Johannesburgo, Sudáfrica        | Chile 0 - Brasil 3            | Copa Mundial de Fútbol 2010        |
| 47 | 7 de septiembre de 2010  | Kiev, Ucrania                   | Ucrania 2 - Chile 1           | Amistoso                           |
| 48 | 9 de octubre de 2010     | Abu Dhabi, Emiratos Árabes      | Emiratos Árabes 0 - Chile 2   | Amistoso                           |
| 49 | 12 de octubre de 2010    | Mascate, Omán                   | Omán 0 - Chile 1              | Amistoso                           |
| 50 | 17 de noviembre de 2010  | Santiago, Chile                 | Chile 2 - Uruguay 0           | Amistoso                           |
| 51 | 22 de enero de 2011      | Los Ángeles, Estados Unidos     | Estados Unidos 1 - Chile 1    | Amistoso                           |

| 1  | 14 de junio de 2023      | Montevideo, Uruguay             | Uruguay 4 - Nicaragua 1       | Amistoso                           |
| 2  | 20 de junio de 2023      | Montevideo, Uruguay             | Uruguay 2 - Cuba 0            | Amistoso                           |
| 3  | 8 de septiembre de 2023  | Montevideo, Uruguay             | Uruguay 3 - Chile 1           | Clasificación para el Mundial 2026 |
| 4  | 12 de septiembre de 2023 | Quito, Ecuador                  | Ecuador 2 - Uruguay 1         | Clasificación para el Mundial 2026 |
| 5  | 12 de octubre de 2023    | Barranquilla, Colombia          | Colombia 2 - Uruguay 2        | Clasificación para el Mundial 2026 |
| 6  | 17 de octubre de 2023    | Montevideo, Uruguay             | Uruguay 2 - Brasil 0          | Clasificación para el Mundial 2026 |
| 7  | 16 de noviembre de 2023  | Buenos Aires, Argentina         | Argentina 0 - Uruguay 2       | Clasificación para el Mundial 2026 |
| 8  | 21 de noviembre de 2023  | Montevideo, Uruguay             | Uruguay 3 - Bolivia 0         | Clasificación para el Mundial 2026 |
| 9  | 23 de marzo de 2024      | Bilbao, España                  | Euskadi 1 - Uruguay 1         | Amistoso                           |
| 10 | 26 de marzo de 2024      | Lens, Francia                   | Costa de Marfil 2 - Uruguay 1 | Amistoso                           |
| 11 | 31 de mayo de 2024       | San José, Costa Rica            | Costa Rica 0 - Uruguay 0      | Amistoso                           |
| 12 | 5 de junio de 2024       | Denver, Estados Unidos          | México 0 - Uruguay 4          | Amistoso                           |
| 13 | 23 de junio de 2024      | Miami, Estados Unidos           | Uruguay 3 - Panamá 1          | Copa América 2024                  |
| 14 | 27 de junio de 2024      | East Rutherford, Estados Unidos | Uruguay 5 - Bolivia 0         | Copa América 2024                  |
| 15 | 1 de julio de 2024       | Kansas City, Estados Unidos     | Estados Unidos 0 - Uruguay 1  | Copa América 2024                  |
| 16 | 6 de julio de 2024       | Nevada, Estados Unidos          | Uruguay 0 (4) - Brasil 0 (2)  | Copa América 2024                  |
| 17 | 10 de julio de 2024      | Charlotte, Estados Unidos       | Uruguay 0 - Colombia 1        | Copa América 2024                  |
| 18 | 13 de julio de 2024      | Charlotte, Estados Unidos       | Canadá 2 (3) - Uruguay 2 (4)  | Copa América 2024                  |
| 19 | 6 de septiembre de 2024  | Montevideo, Uruguay             | Uruguay 0 - Paraguay 0        | Clasificación para el Mundial 2026 |
| 20 | 10 de septiembre de 2024 | Maturín, Venezuela              | Venezuela 0 - Uruguay 0       | Clasificación para el Mundial 2026 |
| 21 | 10 de octubre de 2024    | Lima, Perú                      | Perú 1 - Uruguay 0            | Clasificación para el Mundial 2026 |
| 22 | 15 de octubre de 2024    | Montevideo, Uruguay             | Uruguay 0 - Ecuador 0         | Clasificación para el Mundial 2026 |
| 23 | 15 de noviembre de 2024  | Montevideo, Uruguay             | Uruguay 3 - Colombia 2        | Clasificación para el Mundial 2026 |
| 24 | 19 de noviembre de 2024  | Salvador de Bahía, Brasil       | Brasil 1 - Uruguay 1          | Clasificación para el Mundial 2026 |
| 25 | 21 de marzo de 2025      | Montevideo, Uruguay             | Uruguay 0 - Argentina 1       | Clasificación para el Mundial 2026 |
| 26 | 25 de marzo de 2025      | El Alto, Bolivia                | Bolivia 0 - Uruguay 0         | Clasificación para el Mundial 2026 |
| 27 | 5 de junio de 2025       | Asunción, Paraguay              | Paraguay 2 - Uruguay 0        | Clasificación para el Mundial 2026 |
| 28 | 10 de junio de 2025      | Montevideo, Uruguay             | Uruguay 2 - Venezuela 0       | Clasificación para el Mundial 2026 |

| 1 | 13 de enero de 2024  | Maldonado, Uruguay  | Uruguay 4 - Paraguay 1  | Amistoso                                       |
| 2 | 16 de enero de 2024  | Maldonado, Uruguay  | Uruguay 0 - Banfield 2  | Amistoso                                       |
| 3 | 24 de enero de 2024  | Valencia, Venezuela | Uruguay 3 - Paraguay 4  | Torneo Preolímpico Sudamericano Sub-23 de 2024 |
| 4 | 27 de enero de 2024  | Valencia, Venezuela | Uruguay 0 - Chile 1     | Torneo Preolímpico Sudamericano Sub-23 de 2024 |
| 5 | 30 de enero de 2024  | Valencia, Venezuela | Uruguay 3 - Perú 0      | Torneo Preolímpico Sudamericano Sub-23 de 2024 |
| 6 | 3 de febrero de 2024 | Valencia, Venezuela | Argentina 3 - Uruguay 3 | Torneo Preolímpico Sudamericano Sub-23 de 2024 |

## Palmarés como entrenador

### Campeonatos nacionales
| Título                        | Club                   | País       | Año     |
| ----------------------------- | ---------------------- | ---------- | ------- |
| Primera División de Argentina | C.A. Newell's Old Boys | Argentina  | 1990-91 |
| Primera División de Argentina | C.A. Newell's Old Boys | Argentina  | 1992-C  |
| Primera División de Argentina | C.A. Vélez Sarsfield   | Argentina  | 1998-C  |
| EFL Championship              | Leeds United FC        | Inglaterra | 2019-20 |

### Títulos internacionales
| Título                          | Equipo                          | Sede         | Año  |
| ------------------------------- | ------------------------------- | ------------ | ---- |
| Torneo Preolímpico Sudamericano | Selección Olímpica de Argentina | Viña del Mar | 2004 |
| Juegos Olímpicos                | Selección Olímpica de Argentina | Atenas       | 2004 |

### Distinciones individuales
| Distinción                                                       | Año  |
| ---------------------------------------------------------------- | ---- |
| Mejor seleccionador nacional del mundo para la IFFHS             | 2001 |
| Entrenador sudamericano del año                                  | 2009 |
| Premio Konex Diploma al Mérito Entrenador de la década 2001-2010 | 2010 |
| Mejor entrenador de la Liga española para la UEFA                | 2012 |
| Premio FIFA Fair Play                                            | 2019 |
| Mejor entrenador de la EFL Championship                          | 2020 |

## Condecoraciones
| Condecoración        | Año  |
| -------------------- | ---- |
| Medalla Bicentenario | 2010 |